# Coras angularis
Coras angularis là một loài nhện trong họ Amaurobiidae.
Loài này thuộc chi Coras. Coras angularis được miêu tả năm 1944 bởi Muma.